# 伊藤栄一
伊藤 栄一（いとう えいいち、1925年（大正14年）10月1日 - 2020年（令和2年）2月24日）は、日本の指揮者。音楽教育者。ピアニスト。東京学芸大学名誉教授、創価大学名誉教授、東京芸術大学講師。一部に名前の表記を榮一としているものがある。

## 経歴
東京市出身。1950年（昭和25年）東京音楽学校（東京芸術大学音楽学部の前身）本科器楽科卒。
指揮法を渡辺暁雄、金子登、クルト・ヴェス、ピアノを水谷達夫、作曲を高田三郎に師事。
1951年（昭和26年）、金子登主催の東京オペラ協会によるプッチーニ『トゥランドット』、続くヨハン・シュトラウス2世『こうもり』(共に本邦初演)の公演の際に副指揮を担当。1952年（昭和27年）二期会設立と共に二期会合唱団初代常任指揮者としてモーツァルト『フィガロの結婚』、『魔笛』、ビゼー『カルメン』、ヴェルディ『椿姫』等数多くの演奏会やオペラを指揮。放送等にも出演。その間、ブリテン『五つの花の歌』、メノッティ『アマールと夜の訪問者』等、現代曲の本邦初演を行っている。また、東京コラリアーズ、ルナ・アルモニコ、東京室内合唱団等の指揮者としても活躍した。1966年（昭和41年）田中利光『四季』を指揮して芸術祭賞受賞。小林秀雄『前奏曲』、尾形敏幸『叙情小曲集』の初演も行っている。
プロ合唱団ばかりでなく、1954年（昭和29年）5月青山学院大学グリーンハーモニー合唱団創立時から常任指揮者として1980年（昭和55年）まで26回の定期演奏会を担当し団の発展に貢献、その後も名誉指揮者として1990年（平成2年）のOB合唱団設立から2005年（平成17年）まで15年間、OB合唱団の指揮者を務めたほか、オール青山の『メサイア』等を指揮している。また、東京学芸大学混声合唱団においては、1967年（昭和42年）第5回定期演奏会から指揮者に就任、その後、名誉指揮者として2007年（平成19年）の第45回定期演奏会の「OB・OG合同ステージ」まで指揮を務めている。1973年（昭和48年）には、伊藤の音楽を愛するメンバーにより「東京カントライ」が設立され、2018年（平成30年）2月17日第43回定期演奏会「ラスト・コンサート」まで指揮者を務めた。オーケストラ指揮者としても東京ゾリステンコンチェルトシリーズに出演する等、数多くの経歴を持ち、カメラータ・アカデミカ室内管弦楽団の音楽監督も務めていた。
ピアニストとしてもジョージ・ガーシュイン作曲『ラプソディー・イン・ブルー』山本正人指揮・東京吹奏楽団・第7回定期演奏会（1965年（昭和40年）10月8日：日比谷公会堂）等のソリストを務めている。
また、コンコーネ等の音楽教材LPへのピアノ伴奏録音がある。

## 音楽教育者として
音楽教育者として優れ、1957年（昭和32年）より東京芸術大学講師として、指揮法、ソルフェージュ、合唱、オペラ実習等を担当。
1966年（昭和41年）より東京学芸大学教授、創価大学教授、福島大学、福岡教育大学講師を歴任。
多くの優れた門下生を世に送り出した。
のちに世界的指揮者となった若杉弘を、東京芸術大学の声楽科から指揮者への道へと導いたのは、伊藤と畑中良輔である。
他に（Web上で個人名を確認できる範囲に限っても）以下の人物が伊藤の門下生であり、多士済々な後進を育成した。
| - 樋本英一 - 田久保裕一 - 江上孝則 - 宮下正 - 嶋津武仁 - 今井仁志 - 卜部一恵 - 大野久美子 - 菊地雅樹 - 田中達也 - 吉田恵子 - 北條加奈 - 成田正人 | - 井崎正浩 - 坂本かおる - 足立勉 - 山本ゆう子 - 雨谷善之 - 榊原哲 - 齊藤一郎 - 飯塚道夫 - 桜井真知子 - 寺門芳子 - 小松長生 - 笠井幹夫 - 薮田晴子 | - 廣石雄司 - 宮﨑育代 - 田中登志生 - 吉野恵美子 - 堀江英一 - 伊藤祐二 - 橋場友彦 - 池尻辰雄 - 金澤素子 - 門馬春之 - 川井弘子 - 宮川勝明 |

## 栄典
- 2006年（平成18年）4月 瑞宝中綬章受章[48]

## 死去
2020年（令和2年）2月24日、肺炎のため逝去。94歳没。